# Luis García (beisbolista)
Luis García Beltrán conocido deportivamente como Luis "Camaleón" García (Carúpano, Estado Sucre, 11 de septiembre de 1929 - 9 de enero de 2014) fue un jugador de béisbol venezolano y probablemente el mejor tercera base de su época.

## Carrera
Jugó en Venezuela para los Navegantes del Magallanes (1949-1956; 1964-1969), Oriente (1956-1963), Orientales (1963-1964), Leones del Caracas (1969-1970) y Tiburones de La Guaira (1970-1971) y 10 temporadas en la Liga Mexicana de Béisbol para los Leones de Yucatán (1956-1957), Petroleros de Poza Rica (1958-1968) y Rojos del Águila de Veracruz (1966). Nunca jugó en la Liga Mexicana del Pacífico. En 1985 fue exaltado al Salón de la Fama del Deporte Venezolano y en el 2000 fue exaltado en el Pabellón de la Fama del Béisbol del Caribe. El 3 de julio de 2003 fue exaltado al Salón de la Fama del béisbol venezolano. Ingresado en el Salón de la Fama del Béisbol Mexicano en el año 2007.
En la Liga Venezolana de Béisbol Profesional debutó el 17 de noviembre de 1949, y en poco más de 20 años acaparó todas las estadísticas ofensivas de la liga. Ostenta casi todos los récords ofensivos de los Navegantes del Magallanes, como lo son: Más veces al bate (2.247), imparables (682), dobles (116), jonrones (43), impulsadas (342), anotadas (307), promedio vitalicio (.304) y más cuadrangulares en una campaña (11). Además de ser el primer jugador en conectar 1000 imparables en la LVBP, y de poseer en la actualidad el récord de más juegos consecutivos con 732.
En la Liga Mexicana de Béisbol jugó 10 temporadas y en la actualidad se encuentra entre los primeros beisbolistas en jonrones con 171 y en carreras producidas con 759, además de haber participado en 9 juegos de estrellas consecutivos y de haber dirigido como mánager al equipo campeón de 1959, los Petroleros de Poza Rica (único título de la divisa en la historia de la liga). Bajo su dirección debutó un jovencito que haría historia en el béisbol mexicano por haber jugado en 5 décadas: Ramón "Tres Patines" Arano, el cual tiene el récord de más juegos ganados como lanzador derecho en la Liga Mexicana de Béisbol.
Luis "Camaleón" García, falleció de complicaciones de la enfermedad vascular cerebral que tuvo en diciembre del 2013 y del cual se encontraba en recuperación.